# Evaporador inundado

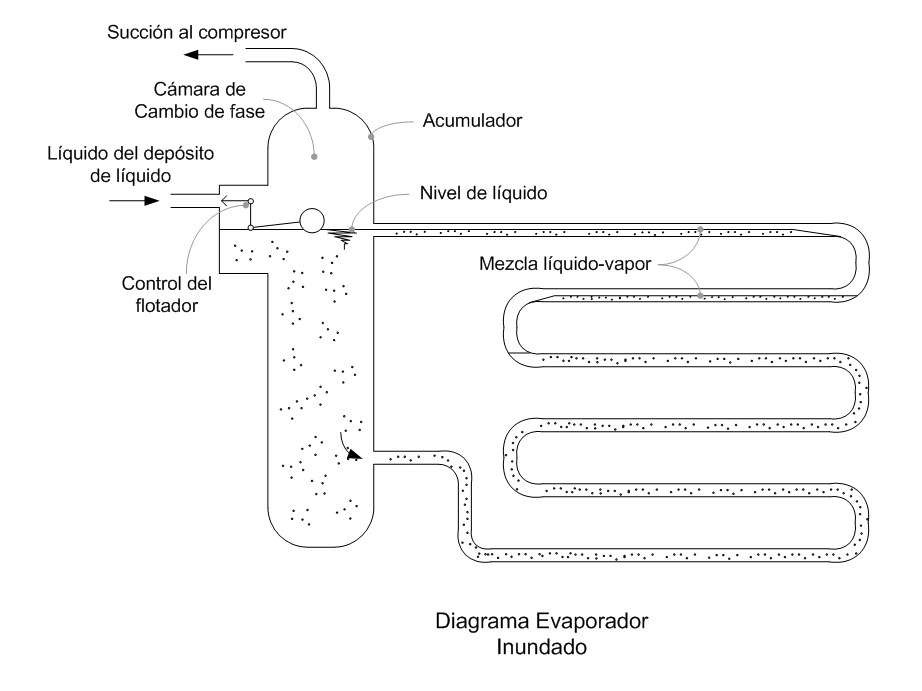
Esquema de evaporador inundado.

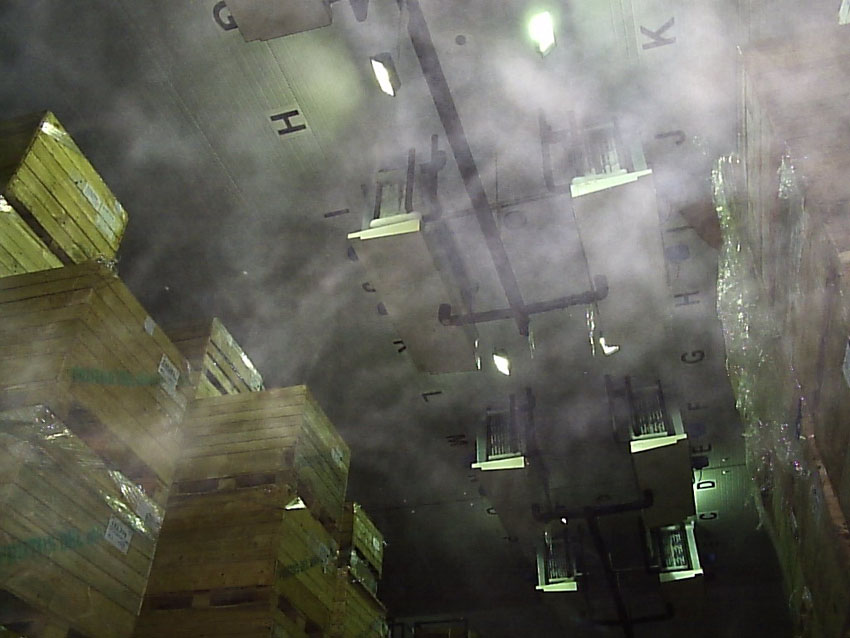
Evaporadores inundados para amoníaco en cámara de refrigeración para frutas.

Los evaporadores inundados trabajan con refrigerante líquido con lo cual se llenan por completo a fin de tener humedecida toda la superficie interior del intercambiador y, en consecuencia, la mayor razón posible de transferencia de calor.

El evaporador inundado está equipado con un acumulador o colector de vapor el que sirve, a la vez, como receptor de líquido, desde el cual el refrigerante líquido es circulado por gravedad a través de los circuitos del evaporador. 

## Principio
El nivel del líquido en el evaporador se mantiene más bajo o más alto mediante un control de flotador y, el vapor generado por la acción de ebullición del refrigerante en los tubos se separa del líquido en la parte superior del acumulador de donde es sacado directamente a través de la línea de succión con el vapor que se forma como consecuencia de la reducción de presión del refrigerante desde la presión de condensación hasta la presión de evaporación. Obsérvese que el gas instantáneo o flash-gas formado no interfiere en la transferencia de calor del evaporador como sucede en los evaporadores de expansión seca.

## Aplicaciones
Los evaporadores inundados se utilizan en montajes frigoríficos con evaporadores múltiples utilizando, generalmente, amoníaco (R717) como refrigerante, situación propia en instalaciones de gran volumen. Esto se debe al complejo y voluminoso sistema frigorífico asociado a este tipo de evaporadores -sistema con estanque de recirculado- el cual justifica su implementación sólo en plantas de gran envergadura como plantas frigoríficas de gran tamaño y producción. 